# Tableau Software
Tableau Software – amerykańskie przedsiębiorstwo informatyczne z siedzibą w Seattle, które zajmuje się tworzeniem rodziny produktów do interaktywnej wizualizacji danych specjalizującej się w analityce biznesowej.

## Historia
Przedsiębiorstwo zostało założone w Mountain View w Kalifornii w 2003 roku przez Christophera Stolte, Christiana Chabota i Pata Hanrahana. Początkowo ich celem było komercyjne wykorzystanie wyników badań prowadzonych w latach od 1999 do 2002 przez Wydział Informatyki Uniwersytetu Stanforda. Profesor Pat Hanrahan i doktorant Christopher Stolte specjalizujący się w technikach wizualizacji przeznaczonych do eksploracji i analizy relacyjnych baz danych i kostek danych, prowadzili badania nad użyciem tabelarycznego sposobu prezentowania danych stosowanego do przeglądania wielowymiarowych baz relacyjnych. Wspólnie połączyli strukturalny język zapytań dla baz danych z opisowym językiem dla tworzenia grafiki i wymyślili język wizualizacji baz danych zwany VizQL (Visual Query Language). VizQL stanowi trzon systemu Polaris służącego jako interfejs do eksploracji dużych wielowymiarowych baz danych. W 2003 Tableau opuściło Uniwersytet Stanforda jako wyodrębniona aplikacja. Oprogramowanie pobiera dane z relacyjnych baz danych, kostek, baz danych w chmurach, arkuszy kalkulacyjnych i generuje szereg wykresów różnego typu, które mogą być łączone panele informacyjne i udostępniane w sieci lub Internecie. Założyciele Tableau przenieśli firmę do Seattle we wrześniu 2003 i mieści się tam dotąd.
17 maja 2013 Tableau uruchomiło pierwszą ofertę publiczną na Nowojorskiej Giełdzie Papierów Wartościowych (NYSE) i zebrało ponad 250 milionów dolarów. Przed IPO spółka zebrała ponad 45 milionów dolarów z inwestycji typu venture capital od takich inwestorów jak NEA i Meritech.
W 2014 r. przedsiębiorstwo osiągnęła obroty na poziomie 412,61 miliona dolarów. W 2013 wyniosły 232,44 miliona dolarów, co było 82% wzrostem wobec obrotów z 2012, które wyniosły 127,7 miliona (zysk 1,6 miliona dolarów). W 2010 Tableau wykazało obroty na poziomie 34,2 miliona dolarów (zysk 2,7 miliona dolarów), natomiast w 2011 na poziomie 62,4 miliona dolarów (zysk 3,4 miliona dolarów).

## Produkty
Tableau oferuje pięć głównych produktów: Tableau Desktop, Tableau Server, Tableau Online, Tableau Reader i Tableau Public. Tableau Public i Tableau Reader są bezpłatne, natomiast zarówno Tableau Server, jak i Tableau Desktop można za darmo przez 14 dni wypróbować ich w pełni funkcjonalne wersje próbne, potem użytkownik musi zapłacić za oprogramowanie. Tableau Desktop jest sprzedawany w wersji Professional i tańszej Personal. Tableau Online jest dostępne w rocznej subskrypcji dla jednego użytkownika i skaluje się w możliwości wspierania tysięcy użytkowników.

## Nagrody i wyróżnienia
Tableau Software otrzymało nagrodę „Best Overall in Data Visualization” od DM Review, „Best of 2005 for Data Analysis” od PC Magazine, i „2008 Best Business Intelligence Solution (CODiE award)” od Software and Information Industry Association.
2015 Magic Quadrant Gartnera w obszarze „Business Intelligence and Analytics Platforms”: lider rynku, numer 1 w możliwościach działania (ability to execute), lider w kompletności wizji (completeness in vision).